# Spathoglottis chrysodorus
Spathoglottis chrysodorus là một loài thực vật có hoa trong họ Lan. Loài này được T.Green mô tả khoa học đầu tiên năm 2002.